# Mathew St. Patrick
Mathew St. Patrick (* 17. März 1968 in Philadelphia, Pennsylvania) ist ein US-amerikanischer Schauspieler. 

## Leben
Mathew St. Patrick hatte von 1998 bis 2000 eine Rolle in der Seifenoper All My Children  und von 2001 bis 2005 als Keith Charles in der HBO-Serie Six Feet Under – Gestorben wird immer. 2005 spielte er den ermittelnden Detective Kenneth Marjorino in der Dramaserie Reunion.
2007 war er in dem Actionfilm War zu sehen.

## Filmografie (Auswahl)
- 1997: Steel Sharks – Überleben ist ihr Ziel (Steel Sharks)
- 1997: Desert War – Hinter feindlichen Linien (Surface to Air)
- 1998–2000: All My Children (Fernsehserie, 63 Episoden)
- 2001–2005: Six Feet Under – Gestorben wird immer (Six Feet Under, Fernsehserie, 63 Episoden)
- 2005: Phantom Below (Tides of War, Fernsehfilm)
- 2005–2006: Reunion (Fernsehserie, 13 Episoden)
- 2007: War
- 2008: Sleepwalking
- 2008: Ball Don’t Lie
- 2008: Alien Raiders
- 2009: Private Practice (Fernsehserie, 1 Episode)
- 2012: Navy CIS (NCIS, Fernsehserie, 1 Episode)
- 2014: Sons of Anarchy (Fernsehserie, 4 Episoden)
- 2014: Kristy – Lauf um dein Leben (Kristy)